# Meine Frau, die Filmschauspielerin
Meine Frau, die Filmschauspielerin ist ein deutscher Stummfilm von Ernst Lubitsch aus dem Jahr 1919. Er zählt zu den verschollenen Filmen des Regisseurs.

## Inhalt
Die Filmdiva Ossi soll die Hauptrolle der einfachen Magd in einem Alpenfilm spielen. Produziert wird der Film von Lachmanns Firma „Zeus“. Da ihr das Set in einem Atelier nicht zusagt, wird es in die Berge von Tirol verlegt. Dort kommt es zu Konflikten mit den Einwohnern, die die Filmaufnahmen ablehnen.
Ossi trifft unterdessen – in ihrem Filmkostüm als Magd verkleidet – den Baron Erich von Schwindt, der der Stadt entfliehen und eine einfache Frau vom Lande heiraten will. Er verliebt sich in Ossi, die in ihrem Kostüm seinem Ideal von einem Kind der Natur entspricht. Obwohl die ihm später eröffnet, dass sie ein Filmstar ist, heiratet er sie dennoch. Und auch Lachmann freut sich am Ende, da der Alpenfilm ein großer Erfolg wird.

## Produktion
Die Dreharbeiten fanden 1918 in den Ufa-Union-Ateliers Tempelhof bei Berlin, in Berchtesgaden und am Königssee statt. Er hatte eine Länge von drei Akten auf 1127 bzw. 1084 Metern, ca. 62 bzw. 60 Minuten. Die Uraufführung war am 24. Januar 1919 im U.T. Kurfürstendamm in Berlin. Von der Polizei Berlin wurde der Film im Februar 1919 (Nr. 42781) für jugendfrei erklärt (Nr. 42781). Die Nachzensur am 31. Mai 1921 belegte ihn jedoch mit einem Jugendverbot (Nr. 2405).

## Kritik
Die zeitgenössische Kritik befand, dass Ossi Oswalda im Film genauso wäre wie im wahren Leben: „Die Filmdiva Oswalda“.
Herta-Elisabeth Renk schrieb, dass es in Meine Frau, die Filmschauspielerin „vermutlich […] um den Tausch von Sozial- und Geschlechterrollen“ ging: „Je belangloser der Rollendruck, umso harmloser offenbar auch die Filme; genau wüßten wir das erst, wenn sich eine Kopie des verlorenen Films fände.“